# هانا فیوری
هانا مری فیوری (به انگلیسی: Hannah Marie Fury) خواننده-ترانه‌پرداز آمریکایی می‌باشد.